# Judith L. Rapoport

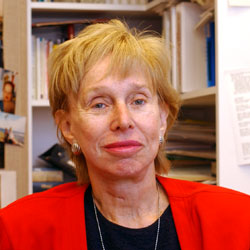
Judith L. Rapoport (2015)

Judith Livant „Judy“ Rapoport (* 12. Juli 1933 in Manhattan, New York City, New York) ist eine US-amerikanische Forscherin und Psychiaterin am National Institute of Mental Health, wo sie die Abteilung für Kinderpsychiatrie leitete.

## Leben und Wirken
Rapoport studierte am Swarthmore College (Bachelor-Abschluss) und an der Harvard Medical School (M.D.). Ihre klinische Ausbildung absolvierte sie am Massachusetts Mental Health Center in Boston und dem Children’s Hospital in Washington, D.C. Sie forschte am Karolinska-Universitätskrankenhaus in Stockholm, Schweden. Seit 1986 leitete sie die Abteilung für Kinderpsychiatrie am National Institute of Mental Health (NIMH), eine Einrichtung der National Institutes of Health in Bethesda, Maryland. Sie hat Professuren für Psychiatrie beziehungsweise Kinderheilkunde an der George Washington University School of Medicine und an der Georgetown University Medical School inne.
Judith Rapoport hat sich am NIMH unter anderem mit Schizophrenie befasst, die im Kindesalter zum Ausbruch kommt, mit Aufmerksamkeitsdefizit-/Hyperaktivitätsstörung und mit Zwangsstörungen. Sie verwendete strukturelle und funktionelle Bildgebung des Gehirns zur Erforschung von psychiatrischen Erkrankungen und der normalen Entwicklung des Gehirns sowie Tiermodelle zur Etablierung einer Therapie mit Psychopharmaka im Kindesalter. Ihr Buch The Boy Who Couldn’t Stop Washing wurde zum Bestseller.
Rapoport hat laut Datenbank Scopus einen h-Index von 127 (Stand November 2023). Sie wurde 1993 Mitglied des Institute of Medicine (heute National Academy of Medicine) und 2002 Mitglied der American Academy of Arts and Sciences. 2004 erhielt sie den Pasarow Award für Neuropsychiatrie.